# Eric Radomski
Eric Radomski est un producteur de télévision américain. Il est connu pour son travail avec Warner Bros. Animation, notamment en tant que cocréateur et coproducteur de la série télévisée Batman, et comme coproducteur du film d'animation Batman contre le fantôme masqué.

## Interactive Entertainment
Le 7 mars 2008, Eric Radomski est nommé directeur de la création par Throwback Entertainment.

## Filmographie

### Producteur

#### Télévision
- 1992 : Batman (animation)
- 1993 : Batman contre le fantôme masqué
- 1995 : Freakazoid!
- 1997 : Spawn (série télévisée d'animation)
- 2013 : Avengers Rassemblement
- 2015 : Les Gardiens de la Galaxie (série télévisée d'animation)
- 2017 : Spider-Man (série télévisée d'animation)
- 2018 : Marvel Rising: Initiation

## Récompenses et nominations
- Nomination Annie Awards 1994 pour Batman (animation)
- Nomination Annie Awards 1997 pour Spawn (série télévisée d'animation)
- Nomination Daytime Emmy Awards 1993 pour Batman (animation)
- Nomination Daytime Emmy Awards 1994 pour Batman (animation)
- Récompense Daytime Emmy Awards 1995 pour Freakazoid!